# Нижньокузлинська сільська рада
Нижньокузли́нська сільська рада (рос. Нижнекузлинский сельский совет) — сільське поселення у складі Пономарьовського району Оренбурзької області Росії.
Адміністративний центр — село Нижні Кузли.

## Населення
Населення — 365 осіб (2019; 494 в 2010, 692 у 2002).

## Склад
До складу сільської ради входять:
| Населений пункт      | Населення, осіб (2002) | Населення, осіб (2010) |
| -------------------- | ---------------------- | ---------------------- |
| Верхні Кузли, село   | 293                    | 192                    |
| Владимировка, селище | 21                     | 9                      |
| Нижні Кузли, село    | 378                    | 293                    |